# Nikla
Nikla község Somogy vármegyében, a Marcali járásban.

## Fekvése
Marcalitól 11 kilométerre keletre, a Balatontól (Balatonfenyvestől) közúton 30,  légvonalban 15 kilométerre délre fekszik. Központján az Öreglak-Marcali közti 6704-es út halad keresztül, Lengyeltótitól a 6708-as út vezet idáig, Buzsákon keresztül. Vasútvonal nem érinti.
A környező települések: Táska, Csömend, Öreglak és Pusztakovácsi.

## Nevének eredete
A település nevét a Miklós személynév latin változatából, a Nicolausból eredeztetik a szakértők.

## Története
Első ismert írásos említése 1332-ből származik. Ez egy pápai tizedjegyzék amin feljegyezték Mikala néven. Ebből tudható, hogy ekkor már volt plébániája a falunak. Az akkor még erdős területen fekvő Nikla lakosai fakivágással jutottak termőterülethez.
A katolikus templomot 1755-ben építették barokk stílusban. Berzsenyi Dániel költő 1804-től haláláig lakott és gazdálkodott itt. A 18. század végén a magyarok mellett délszlávok is éltek itt. A faluhoz tartozó vízimalmot az 1950-es évekig a Koroknai-patak hajtotta.

## Közélete

### Polgármesterei
- 1990–1994: Domján Nándor (független)[3]
- 1994–1998: Tóthné Pados Edit (független)[4]
- 1998–2002: Lancz János (független)[5]
- 2002–2006: Dr. Fülöpné Kesztyűs Ágota Anna (független)[6]
- 2006–2010: Dr. Fülöpné Kesztyűs Ágota Anna (független)[7]
- 2010–2014: Dr. Fülöpné Kesztyűs Ágota Anna (Fidesz-KDNP)[8]
- 2014–2019: Dr. Fülöpné Kesztyűs Ágota Anna (Fidesz-KDNP)[9]
- 2019–2024: Dr. Fülöpné Kesztyűs Ágota (független)[10]
- 2024– : Dr. Fülöpné Kesztyűs Ágota Anna (független)[1]

## Népesség
A település népességének változása:
| Lakosok száma | 746  | 730  | 696  | 692  | 729  | 729  | 713  |
|               | 2013 | 2014 | 2015 | 2021 | 2022 | 2023 | 2024 |

A 2011-es népszámlálás során a lakosok 86,9%-a magyarnak, 6% cigánynak, 2,6% németnek, 0,1% románnak mondta magát (11,6% nem nyilatkozott; a kettős identitások miatt a végösszeg nagyobb lehet 100%-nál). A vallási megoszlás a következő volt: római katolikus 70,4%, református 0,6%, evangélikus 1,1%, felekezet nélküli 4% (22,5% nem nyilatkozott).
2022-ben a lakosság 78,7%-a vallotta magát magyarnak, 8,9% németnek, 4,5% cigánynak, 0,1% ruszinnak, 2,5% egyéb, nem hazai nemzetiségűnek (12,8% nem nyilatkozott; a kettős identitások miatt a végösszeg nagyobb lehet 100%-nál). Vallásuk szerint 51,2% volt római katolikus, 1% evangélikus, 0,5% református, 0,7% egyéb keresztény, 0,8% egyéb katolikus, 11,2% felekezeten kívüli (34,6% nem válaszolt).

## Nevezetességei
- A Berzsenyi-kúria ma múzeum. Berzsenyi Dániel életét, munkásságát bemutató állandó kiállítás található benne. Az udvarban még áll az a gesztenyefa, melyet maga a költő ültetett.
- Berzsenyi Dániel sírhelye a helyi temetőben található.
- A római katolikus templom barokk stílusban épült 1755-ben.
- Az interaktív méhészeti kiállítás 2018-ban nyílt meg.[13]

## Híres emberek
- Berzsenyi Dániel: 1804-től haláláig (1836) Niklán élt. Magát csak „niklai remetének” hívta egyik levelében.
- Takács Vendel fafaragó

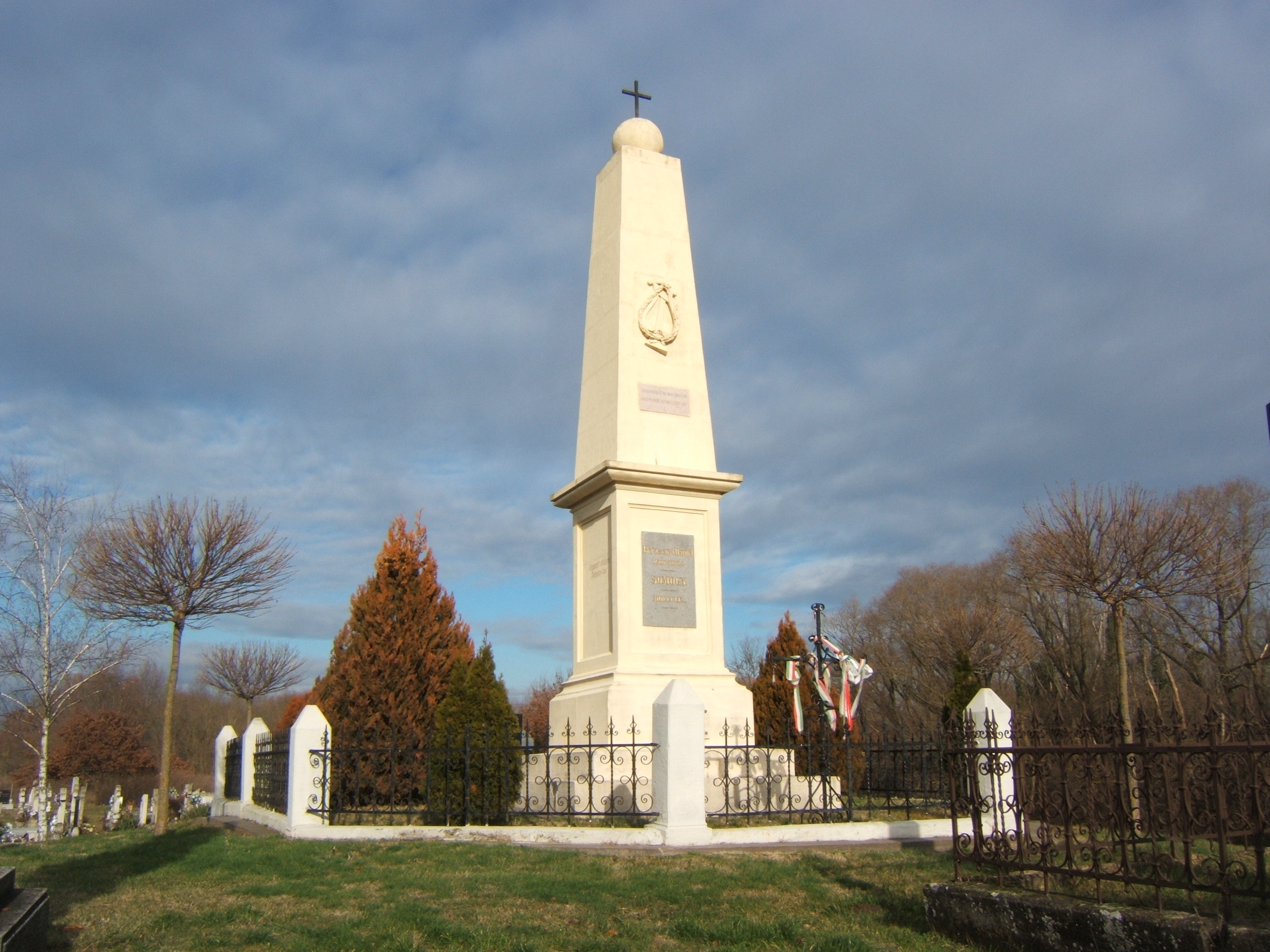
Berzsenyi síremléke
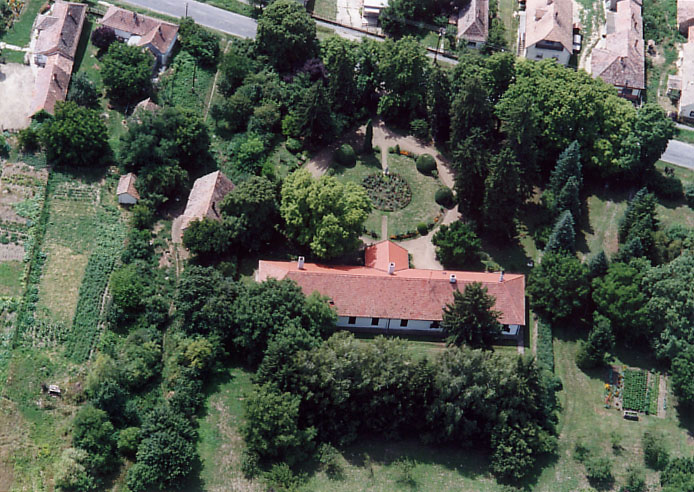
Berzsenyi kúria

## Légifelvétel-galéria

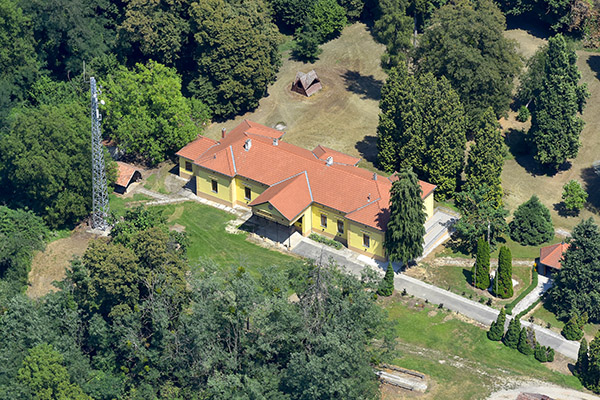
A Berzsenyi-család lakóháza a levegőből
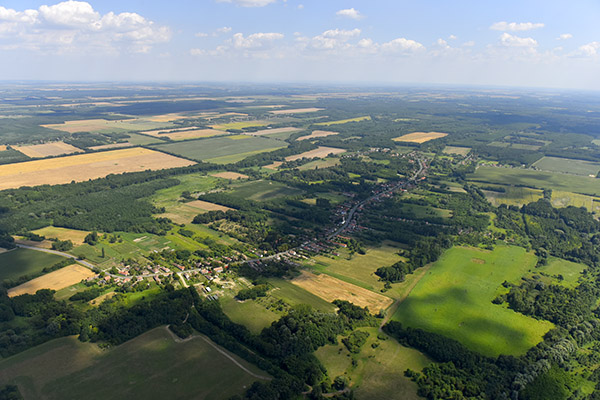
Nikla látképe madártávlatból
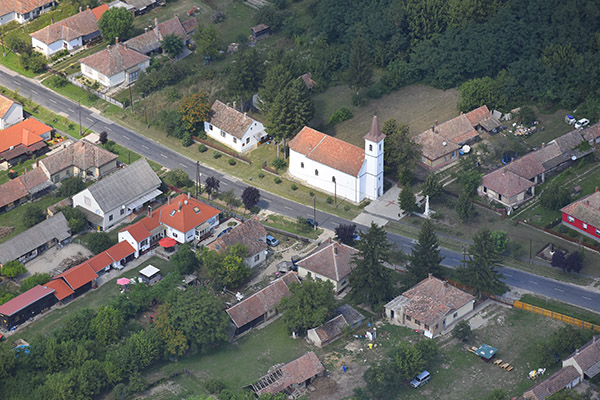
Nikla, Katolikus templom légi fotón
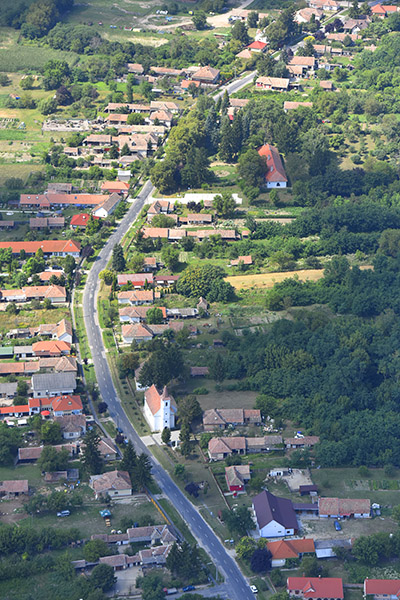
Nikla légi felvételen 2019-ben
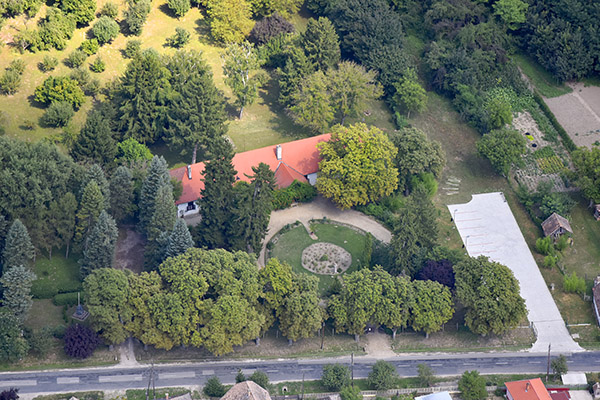
Nikla, Berzsenyi-kúria a magasból